# Aphodius baldiensis
Aphodius baldiensis là một loài bọ cánh cứng trong họ Scarabaeidae. Loài này được Blackburn miêu tả khoa học năm 1904.